# 勒穆爾站 (加利福尼亞州)
勒穆爾站（英語：Lemoore Station）是位於美國加利福尼亞州金斯縣的一個人口普查指定地區。

## 地理
勒穆爾站的座標為36°15′38″N 119°53′31″W / 36.26056°N 119.89194°W，而該地最高點為海拔高度69米（即226英尺）。

## 人口
根據2010年美國人口普查的數據，勒穆爾站的面積為10.892平方千米，當中陸地面積為10.892平方千米，而水域面積為0.000平方千米。當地共有人口7438人，而人口密度為每平方千米682人。